# Miguel de Fuenllana
Miguel de Fuenllana (Navalcarnero, Madrid, ca. 1500 – Valladolid, 1579) was een Spaans componist.

## Biografie
Er zijn weinig gegevens bekend over zijn leven; waarschijnlijk liggen zijn wortels in de gemeente Fuenllana in de provincie Ciudad Real, al is hij dan in Navalcarnero geboren. Hoewel hij blind is sinds zijn geboorte componeert hij een reeks werken voor vihuela, gepubliceerd in zijn Libro de música para vihuela intitulado Orphenica Lyra (Sevilla, 1554), dat hij opdraagt aan de latere koning Filips II. Wanneer Isabella van Valois (derde vrouw van Filips II) uit Frankrijk toekomt, wordt ze begeleid door een groep Franse muzikanten, die ze aan het Spaanse hof wenst te houden; Fuenllana komt met hen in contact en zijn werken worden uitgevoerd samen met die van de buitenlandse muzikanten. Na de dood van de koningin in 1568 blijft Fuenllanadienen aan het Spaanse hof.

## Werken
Orphénica Lyra bevat 188 muziekstukken verdeeld over zes boeken. De composities worden in oplopende volgorde geordend naar het aantal stemmen, gaande van de twee- en driestemmigheid van de eerste drie tot de vijf- en zesstemmige motetten van het derde deel. Het boek bevat 52 oorspronkelijke fantasía-composities, voor het merendeel werk van 17 andere componisten. Zijn polyfone weefsel is schatplichtig aan de stijl van Cristobal de Morales. Het werk bevat daarnaast zettingen van vocale werken van Desprez, Morales, Guerrero en Verdelot, muzikanten uit Spanje en de Nederlanden. Fuenllana verkiest door vihuela begeleide zang boven solistisch werk voor dat instrument. De becijfering van de zangstem, over het algemeen de laagste, noteert hij in het rood. De verdiensten van Fuenllana worden door zijn tijdgenoten erkend; in de Declaración de instrumentos van Fray Juan Bermudo staat te lezen:
"Ik beschouw als beste muzikanten: Narváez; Martín de Jaén; Hernando de Jaén, burger van Granada; López, muzikant van de Heer Hertog van Arcos; Fuenllana, muzikant van Mevrouw de Markiezin van Tarifa; Mudarra, kanunnik van de Grote Kerk van Sevilla en Enrique, muzikant van de Heer Graaf Miranda".
Miguel de Fuenllana valt op door zijn handigheid in het vinden van akkoorden en contrapuntische oplossingen voor de begeleiding van de populaire melodieën; enkele van zijn klassiekers zijn: De los alamos vengo, madre, gebruikt door Lope de Vega; Morenica, dame, Con que la lavare, De Antequera sale el moro en de romance over het verlies van Antequera. Hij bereidt de komst voor van de Italiaanse begeleide melodie.